# Association pénitentiaire américaine
Pour les articles homonymes, voir ACA.
L'association pénitentiaire américaine (anglais : American Correctional Association / ACA), appelée l'association nationale du système pénitentiaire (anglais : National Prison Association / NPA) jusqu'en 1954, est un syndicat privé non-gouvernemental sans but lucratif intervenant dans le secteur pénitentiaire des États-Unis. Fondée en 1870, l'ACA occupe une grande place dans la réforme de la prison (en) américaine.
Elle accrédite plus de 900 établissements d'incarcération aux États-Unis et au niveau international, en utilisant un manuel de standards propre à eux. Environ 80 % des établissements du système pénitentiaire des États-Unis sont membres de l'ACA. Certains établissements du Bureau fédéral des prisons et de sociétés privées sont aussi membres de l'ACA. Le magazine Mother Jones a écrit sur l'association qu'elle était ce qu'il y avait de plus proche à un corps régulateur pour les prisons aux États-Unis, en plus d'être le syndicat de celles-ci.

## Administration

### Actuelle
Composition de l'exécutif du syndicat en date de 2020 :
- Directeur exécutif : James A. Gondles Jr ;